# 1978 w informatyce
Kalendarium informatyczne 1978 roku
- 8 czerwca – ukazał się Intel 8086[1].
- grudzień – na rynku pojawił się Laserdisc[2].
- Powstał procesor tekstu WordStar[3]